# Paliavana prasinata
Paliavana prasinata là một loài thực vật có hoa trong họ Tai voi. Loài này được (Ker Gawl.) Benth. mô tả khoa học đầu tiên năm 1876.

## Hình ảnh

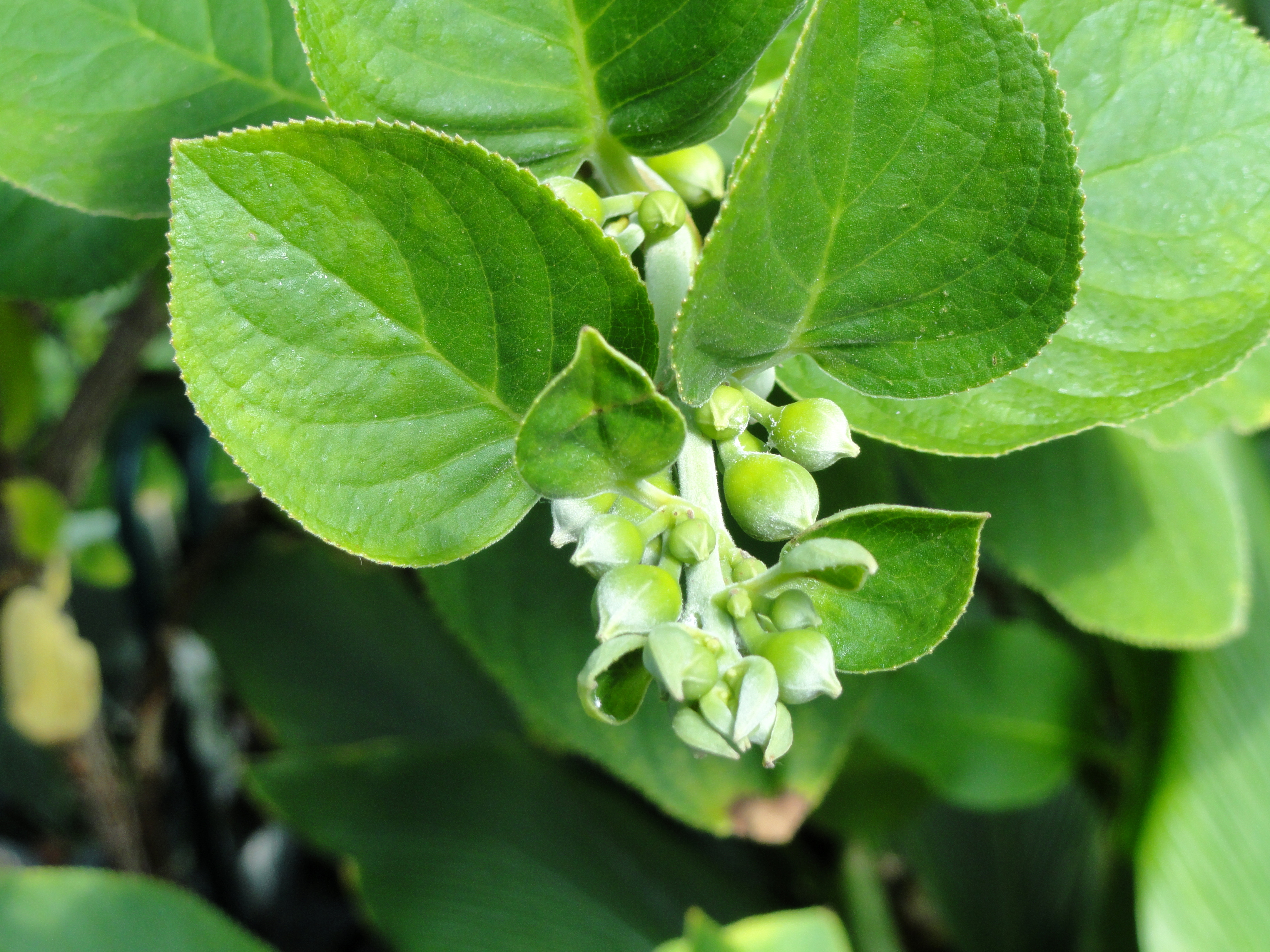
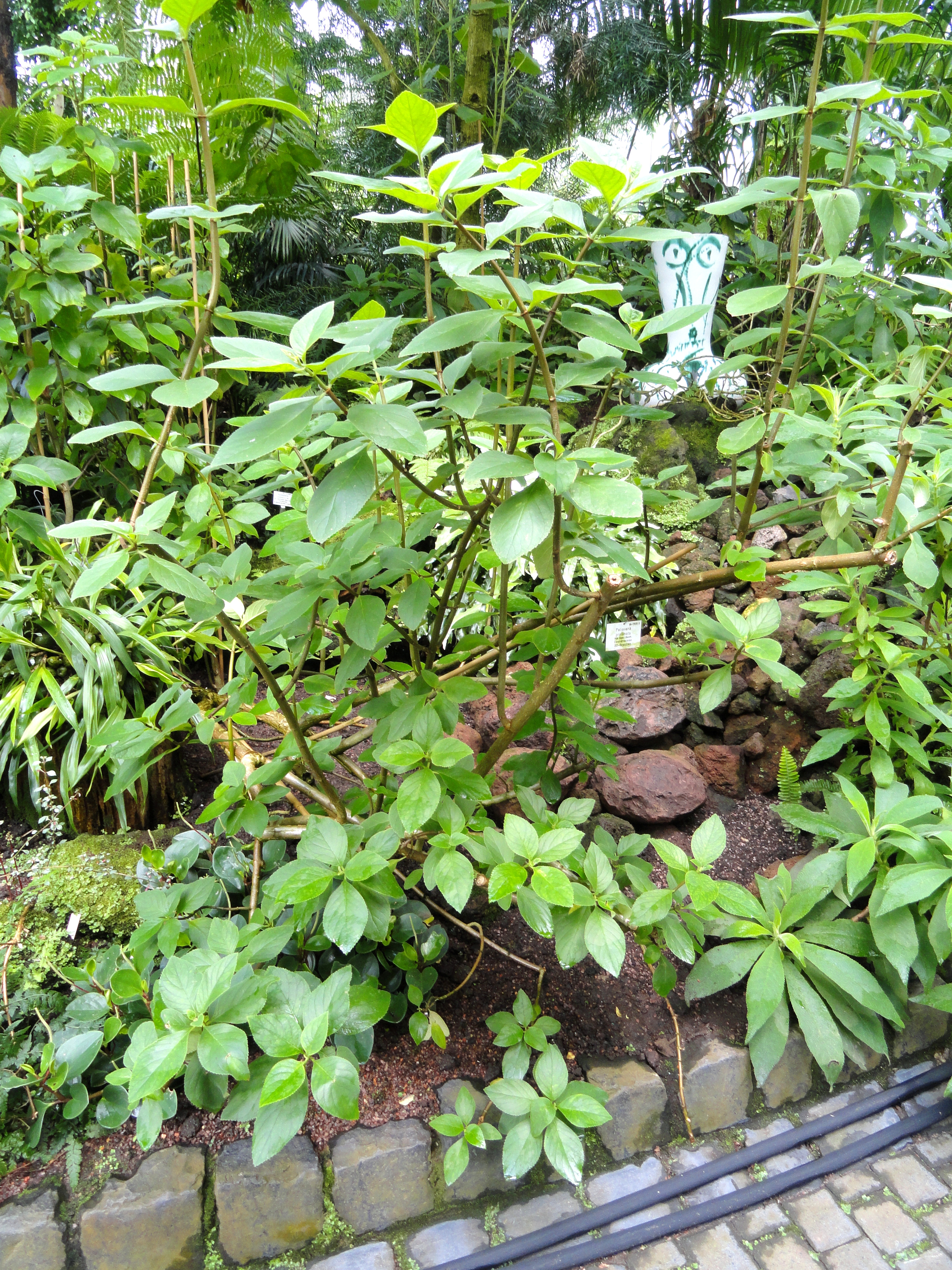